# Gérard Aviègne
Gérard Aviègne, né le 14 juillet 1957,, est un coureur cycliste français. Il fut l'un des meilleurs amateurs français dans les années 1980.

## Biographie
En 1979, Gérard Aviègne se distingue en remportant le Grand Prix de Nogent-sur-Oise, sous les couleurs du club parisien Antony Berny Cycliste. Il s'impose également sur le Grand Prix de l'Équipe et du CV 19e (ex Paris-Tours espoirs). Il court ensuite à l'ASPTT Paris puis au CSM Persan, sans passer professionnel. Durant cette période, il est sélectionné en équipe de France pour le championnat du monde amateurs de 1983, où il se classe trente-septième. Il gagne notamment la Ronde de l'Oise en 1986. En 1988, il remporte le Tour de la Somme et Paris-Mantes.
En 1997, il est sacré champion de France vétérans. L'année suivante, il décroche son premier titre de champion du monde masters. Il continue ensuite sa carrière dans les années 2000 à l'EC Rantigny, à l'AS Marcoussis, au Team Bonnat Montlhéry puis au CG Orléans. Toujours performant, il devient une nouvelle fois champion du monde masters en 2009, dans la catégorie des 50-54 ans. Son palmarès compte plus de 250 victoires.
Il se retire des compétitions en 2012, à plus de cinquante ans. Après sa carrière cycliste, il intègre l'encadrement du Guidon chalettois. On le retrouve toutefois dans le peloton UFOLEP en 2016, avec une licence en troisième catégorie.

## Palmarès
- 1979
  - Grand Prix de Nogent-sur-Oise
  - Nocturne de Bar-sur-Aube
  - Grand Prix de l'Équipe et du CV 19e
  - Grand Prix des Foires d'Orval
- 1980
  - Paris-Briare
  - 3e de Paris-Vailly
- 1981
  - 2e de Paris-Dreux
  - 3e de Paris-Épernay
- 1982
  - 3e du Grand Prix des Marbriers
  - 3e de Paris-Montargis
- 1983
  - Championnat d'Île-de-France
  - 3e du Grand Prix de l'Équipe et du CV 19e
- 1984
  - 2e du championnat d'Île-de-France
  - 3e de Paris-L'Aigle
- 1986
  - Ronde de l'Oise
  - 3e du Circuit des Deux Provinces
  - 3e de Paris-Fécamp
- 1987
  - 2e de Créteil-Beaugency
- 1988
  - Paris-Mantes
  - Circuit de l'Aisne
  - Tour de la Somme
- 1989
  - Paris-Sainte-Maure-de-Touraine
  - 2e de Paris-Laon
  - 3e de Paris-Longvilliers
- 1991
  - 3e du championnat d'Île-de-France
- 1995
  - 2e de la Ronde de l'Oise
- 1996
  - 4e étape du Tour de Loire-Atlantique
  - 3e de la Ronde de l'Oise
  - 3e du Grand Prix de Luneray
- 1997
  -  Champion de France vétérans
- 2000
  - 1re épreuve du Challenge Mayennais
  - 2e du Challenge Mayennais
- 2001
  - 3e du Grand Prix des Foires d'Orval
- 2009
  -  Champion du monde masters (50-54 ans)